# Yasmin Cury
Yasmin Cury (* 5. September 1991) ist eine brasilianische Badmintonspielerin.

## Karriere
Yasmin Cury gewann 2010 zwei Silber- und eine Bronzemedaille bei den Südamerikaspielen. In den Jahren zuvor belegte sie jeweils den dritten Platz bei den Miami PanAm International 2009, den Brazil International 2008 und den Juniorenpanamerikaspielen 2009.

## Sportliche Erfolge
| Saison | Veranstaltung                | Disziplin   | Platz | Name                     |
| ------ | ---------------------------- | ----------- | ----- | ------------------------ |
| 2008   | Brasilianische Meisterschaft | Dameneinzel | 1     | Yasmin Cury              |
| 2010   | Südamerikaspiele             | Dameneinzel | 3     | Yasmin Cury              |
| 2010   | Südamerikaspiele             | Mixed       | 2     | Alex Tjong / Yasmin Cury |
| 2010   | Südamerikaspiele             | Team        | 2     | Brasilien                |